# Todd Combs
Todd Anthony Combs (Sarasota, Florida, 27 de enero de 1971) es un empresario y ejecutivo estadounidense. Comenzó su carrera como gestor de hedge fund, para más tarde convertirse en gerente de inversiones de Berkshire Hathaway. En diciembre de 2019 la compañía anunció que Combs sería director ejecutivo (CEO) de GEICO a partir de enero de 2020. Junto a Ted Weschler, se le cita con frecuencia como un potencial sucesor de Warren Buffett como el director de inversiones de  Berkshire. En 2016, fue nombrado miembro de la junta directiva de JPMorgan Chase.

## Biografía
Todd Combs nació y se crio en Sarasota, Florida. Desde 1993 es graduado en Finanzas y negocios multinacionales por la Universidad Estatal de Florida. Combs asistió más tarde a la Escuela de Negocios de Columbia en la Ciudad de Nueva York, donde se graduó en 2002.

## Carrera
Después de graduarse de la universidad, Combs se convirtió en analista financiero para el Sistema bancario de Valores y de Finanzas del Estado de Florida. De 1996 a 2000 fue analista de precios de la compañía Progressive Insurance y de 2000 a 2002 fue un analista de seguros en Keefe, Bruyette & Woods. Desde 2003 hasta 2005, Combs trabajó para Copper Arch Capital, un fondo de inversión dirigido por Scott M. Sipprelle.
En 2005, con 35 millones de dólares en capital semilla de Stone Point Capital, Combs fundó Castle Point Capital. También fue director ejecutivo y CEO de Greenwich, CT fondo de cobertura que hasta 2010 acumuló rendimientos del 34%, de acuerdo a sus datos. En octubre de 2010, el diario Wall Street Journal informó de que Buffett había propuesto a Combs para reemplazarle eventualmente como jefe de inversiones de Berkshire Hathaway.
En septiembre de 2016 Combs se unió a la junta directiva del banco estadounidense JP Morgan Chase, un nombramiento que dio a Berkshire Hathaway presencia en los tres bancos más importantes de Estados Unidos. El 23 de diciembre de 2019 se anunció que Combs sería a partir de enero de 2020 nuevo CEO de la compañía GEICO, brazo ejecutor de Berkshire. Además, continuaría en sus funciones como administrador de cartera de Berkshire.